# Rökk Károly
Rökk Károly, született Rökk Károly Imre, névváltozat: Rekk (Budapest VIII. kerülete, 1891. június 1. – Siófok, 1970. augusztus 15.) építész, építővállalkozó, festő akvarellista.

## Élete
A székesfehérvári tímár és lakatos Rökk (1886-os esküvőjekor még Rekk) Ede és a kalocsai Deák Rozália (1863-1939) fiaként született. Testvérei: Sarolta (1895) és Ede Károly (1886–1951) építész.
Építésznek készült de az első világháborúban behívták katonának, az orosz frontra került, ahol megsebesült és fogságba esett. 1915 nyarán több hónapot a 16. számú moszkvai börtönkórházban töltött, majd a sebesüléséből felgyógyulva a hosszú utazás után, amelyről volgai képei és szamarkandi mecsetrajzai tanúskodnak — Krasznojarszkba került egy fogolytáborba, azután a Jenyiszej folyó vidékére vitték, majd északi Mongolországba. Nem élt mindig a fogolytáborban, mert közben élelmiszert is szállított az orosz hadseregnek, de nem mint vállalkozó, hanem mint fuvaros. Először a moszkvai kórház környékén adódó festői részleteket vette sorra, a templomokat, épületeket, de megörökítette azt a helyet, ahol cseh legionáriusok agyonlőttek tizenhét magyar tisztet, vagy a szibériai nyár szépségét is. Két év múlva külső munkák folyamán Szibéria sok szép táját festette le mindig magas művészi színvonalat tartó finom tónusú vízfestményein. 1919-ben meghívták az abakanszki középiskolába rajzoktatónak, ahol csaknem három évet töltött. Számos képet festett ennek a városnak faházas utcáról (egyiken −42 Celsius-fokos hidegben), több képén pedig a közeli Jenyiszej folyó szélesen ömlő vize jelenik meg. E városban nősült meg, orosz oktató kolléganőjét vette el. Már családosként — közben gyermeke is született — 1921-ben, két hónapig tartó vonatúttal tért vissza Magyarországra. Útközben készült Moszkvában a Kremlről két érdekes rajza is. 
Ezt követően Kalocsán Mácsay Lászlóval közösen tervező irodát nyitott és kivitelező vállalatot szervezett, a városban Jahek Aurél és Greif Lajos után másodikként, ami az államosításig, illetve a Kisipari Termelő Szövetkezetek megalakulásáig működött. 1934-ben dunapataji templombővítést eredetileg felkérésre Rökk Károly tervezte meg, de végül Möller Károly újszerű „eltolásos” megoldása mellett döntöttek. Az építést Mácsay László kalocsai építési vállalkozó mint fővállalkozó kapta meg (a tényleges építést két duna-pataji kőműves mester: András Károly és Arth János végezték el). Számos épület tervezése, építése, illetve átépítése fűződik nevéhez. Képein épületábrázolásai is építészeti képzettségéről tanúskodnak. Az 1930-as években a kalocsai községi iparostanonciskola rajztanára volt.
Később a vízügynél dolgozott, az Alsó-Duna-völgyi Vízügyi Igazgatóság Szakaszmérnökségének vezetője volt, onnan ment nyugdíjba.
Kalocsai otthonában és a Balaton mellett festette tájképeit, melyek közül legegyénibb hangját a pasztellekben és vízfestményekben találta meg, de olajfestményeket is készített. Eleinte vendégként, majd saját maga által építtetett házában töltötte Zamárdiban a nyarait.
Siófokon szívizom elhalás miatt hunyt el 1970. augusztus 17-én.
Nazaroff Annával 1920-ban Abakanszkban kötött házasságot, aki akkor szintén az abakanszki középiskolában tanított. Három gyermekük született: Margit, Mihály és György (1926).

## Díjai
- 1926. állami II. vízfestmény díj
- 1934. kitüntető elismerés (Műcsarnokban)
- 1940. A kétszobás lakóépületek 200 pengős díja[15]

## Kiállításai
Rökk Károlyt a téli tájképek egyik specialistájaként tartják számon. Téli képei szinte kizárólag a szabadban, a helyszínen készültek.
- 1923. március, Nemzeti Szalon – Oroszországban készült körülbelül száz akvarellből
- 1925. február, Nemzeti Szalon – Akvarell- és pasztellfestők kiállítása[17]
- 1925 április, képző- és iparművészeti kiállítás[18]
- 1927 május, Nemzeti Szalon – Akvarell- és pasztellfestők kiállítása[19]
- 1928, A Műcsarnok Tavaszi tárlata.[20]
- 1929, A Műcsarnok őszi tárlata.[21]
- 1934, Műcsarnok[22]
- 1935, Katolikus Tanitóképző Intézet, Kalocsa, Rökk Károly helybeli festőművész és Sashegyi szobrászművész kiállításának [23]
- 1942 december, Akvarell és pasztellfestők kiállítása[24]

## Építményei
Kalocsa
- Bagó Soós Gergely, Haynald u. 34, családi lakóház (1933)[25]
- özv. Szvorszky Sándorné, Katona István u. 25, toldalék, kerítés (1933)[25]
- Szegény Iskolanővérek, Szent Imre u., lelkészlak építése (1938)[26]
- Bolváry Ernszt Antal, rom. kath. temető, sírbolt építés (1938)[26]
- Kazy I. és kir. testvérei. Hid u 28, családi lakóház (1938)[26]
- Kalocsai Érseki Uradalom, Drágszélpuszta, lakóház (tiszti lakás) (1938)[26]
- A kalocsai Érseki Szent Kereszt közkórház II. sz. pavilonja (1943)[27]